# BT Tower
La BT Tower és una torre de telecomunicacions situada a Fitzrovia, Londres, Regne Unit i propietat del BT Group. Prèviament, ha rebut els noms GPO Tower, Post Office Tower i Telecom Tower. L'estructura principal té una alçada de 177 metres i una secció addicional d'antenes eleva la seva alçada total a 191 metres. No s'ha de confondre amb el BT Centre, la seu mundial del BT. Després de la seva finalització va superar a la Millbank Tower i es va convertir en l'edifici més alt de Londres i del Regne Unit, títol que va mantenir fins a l'any 1980, quan va ser superada per la NatWest Tower.

## Història

### Segle XX
La torre va ser encarregada per la General Post Office (GPO). El seu objectiu principal era albergar les antenes de microones usades aleshores per suportar el trànsit de telecomunicacions de Londres a la resta del país, i formava part de la xarxa de microones britànica. Va substituir una torre de gelosia d'acer molt més baixa que havia estat construïda sobre el terrat del veí Museum Telephone Exchange a finals dels anys quaranta per proporcionar un enllaç de televisió entre Londres i Birmingham. Calia una estructura més alta per protegir la «línia de visió» dels enllaços d'alguns dels gratacels de Londres que aleshores estaven en fase de disseny. Aquests enllaços eren encaminats a través d'altres estacions de microones de la GPO a Harrow Weald, Bagshot, Kelvedon Hatch i Fairseat, i dirigits a llocs com el London Air Traffic Control Centre a West Drayton.
La torre va ser dissenyada pels arquitectes del Ministeri d'Obres Públiques: els arquitectes principals del projecte van ser Eric Bedford i G.R. Yeats. Com era típic en aquesta època, l'edifici és de formigó revestit amb vidre. S'escollí una forma cilíndrica esvelta a causa dels requisits de les antenes de comunicacions: l'edifici oscil·la un màxim de 25 cm amb vents de velocitats de fins a 150 km/h. Inicialment, les primeres setze plantes allotjaven equipament tècnic. Per sobre d'aquestes plantes hi havia una secció de 35 metres per a les antenes de microones, i després hi havia sis plantes d'habitacions, cuines, equipament tècnic i finalment una torre de gelosia d'acer en voladís. Per evitar l'acumulació de calor, el revestiment de vidre era de color especial. El cost de la construcció va ser de 2,5 milions de lliures.
La construcció va començar al juny de 1961, i a causa de l'alçada de l'edifici, ja que va tenir una grua torre sobre el seu cim pràcticament durant tota la seva construcció, es va convertir gradualment en un element molt prominent que es podia veure des de gairebé qualsevol lloc de Londres. L'agost de 1963 es va plantejar fins i tot una qüestió al parlament sobre la grua. El parlamentari Reginald Bennett va preguntar al Ministre d'Obres Públiques com, quan la grua al cim de la nova Post Office Tower hagués complert el seu propòsit, proposava retirar-la. El ministre Geoffrey Rippon va respondre: «Aquest és un assumpte dels contractistes. El problema no ha d'estar resolt fins passat aproximadament un any, però no sembla haver-hi perill que la grua s'hagi de deixar in situ».
La torre va ser coronada el 15 de juliol de 1964 i va ser inaugurada oficialment pel llavors primer ministre Harold Wilson el 8 d'octubre de 1965. El contractista principal va ser Peter Lind &amp; Co Ltd.
La torre va ser dissenyada originalment amb una alçada de només 111 metres. Els seus fonaments s'enfonsen a través de 53 metres de subsol i estan formats per una llosa de formigó quadrada de 27 metres de costat i un metre de gruix, reforçada amb sis capes de cables sobre les quals hi ha una piràmide de formigó armat.
La torre va ser inaugurada oficialment per al públic el 16 de maig de 1966 per Tony Benn i Billy Butlin. A més d'equipament per a comunicacions i espai d'oficines hi havia un mirador, una botiga de records i un restaurant giratori a la planta 34, anomenat Top of the Tower i gestionat per Butlins, que feia una volta cada vint-i-dos minuts. Es feia una cursa anual per les escales de la torre i la primera cursa va ser guanyada per l'estudiant del UCL Alan Green. El primer treball del còmic Pat Condell va ser fregar plats a la cuina de la torre.
El 31 d'octubre de 1971 va explotar una bomba al sostre dels lavabos d'homes del restaurant Top of the Tower. Inicialment la responsabilitat de l'atemptat es va atribuir a l'Exèrcit Republicà Irlandès Provisional, però en realitat la bomba va ser col·locada allà per membres de la Brigada Iracunda, un col·lectiu anarquista. El restaurant va tancar el públic per motius de seguretat l'any 1980, el mateix any en què va expirar el lloguer de Butlins. L'accés públic a l'edifici es va suspendre l'any 1981.
La torre s'usa de vegades per a esdeveniments corporatius com una festa de Nadal per a nens al desembre, Children in Need, i altres esdeveniments especials; encara que està tancada, la torre manté la planta giratòria, que proporciona una vista completa de Londres i els seus voltants.

### Secret

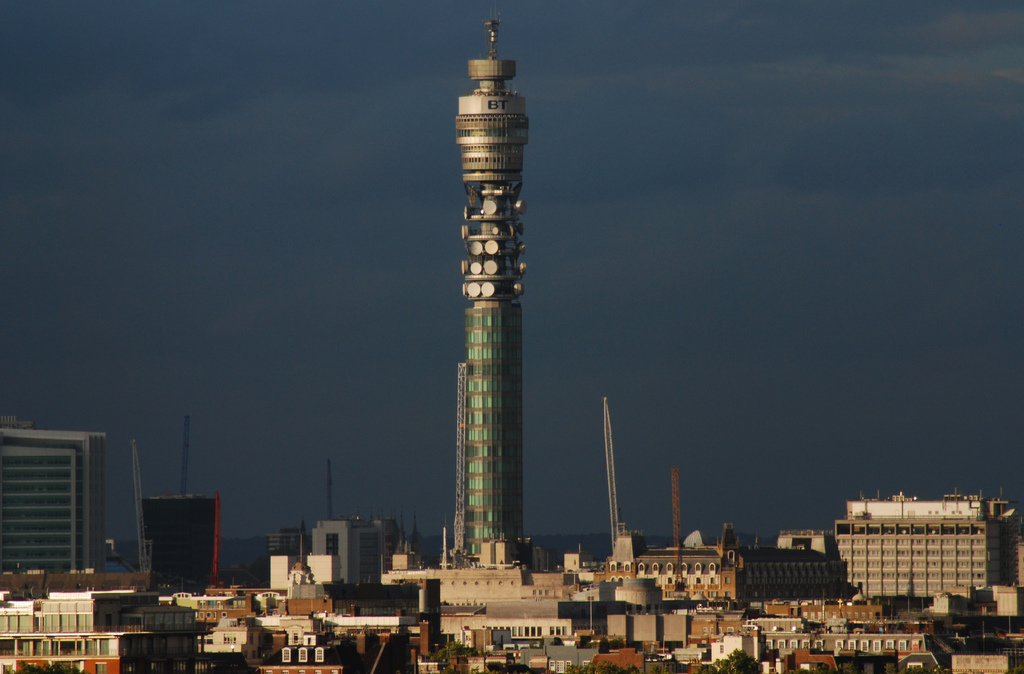
La BT Tower des de Queen's Tower

A causa de la seva importància per a la xarxa nacional de comunicacions, la ubicació de la torre va ser designada un secret oficial. L'any 1978 el periodista Duncan Campbell va ser jutjat per recollir informació sobre llocs secrets, i durant el judici el jutge va ordenar que els llocs no podien ser identificats pel seu nom; la Post Office Tower havia de ser denominada Location 23 («lloc 23»). Durant un debat sobre la necessitat de mantenir en secret algunes informacions, el febrer de 1993, la parlamentària Kate Hoey va cridar l'atenció sobre el suposat secret de la torre i es va emparar en els privilegis parlamentaris per revelar la seva ubicació: «espero que estigui coberta pel privilegi parlamentari si revelo que la British Telecom Tower existeix i la seva direcció és 60 Cleveland Street, Londres».
Sovint es diu que la torre no apareixia als mapes d'Ordnance Survey, tot i tenir una alçada de 191 metres, estar situada al bell mig de Londres i haver estat oberta al públic durant uns quinze anys. Així i tot, això no és correcte: els mapes Ordnance Survey 1:25 000 (publicat el 1971) i 1:10 000 (publicat el 1981) mostren la torre. També apareix al London AZ Street Atlas de 1984.

### Segle XXI

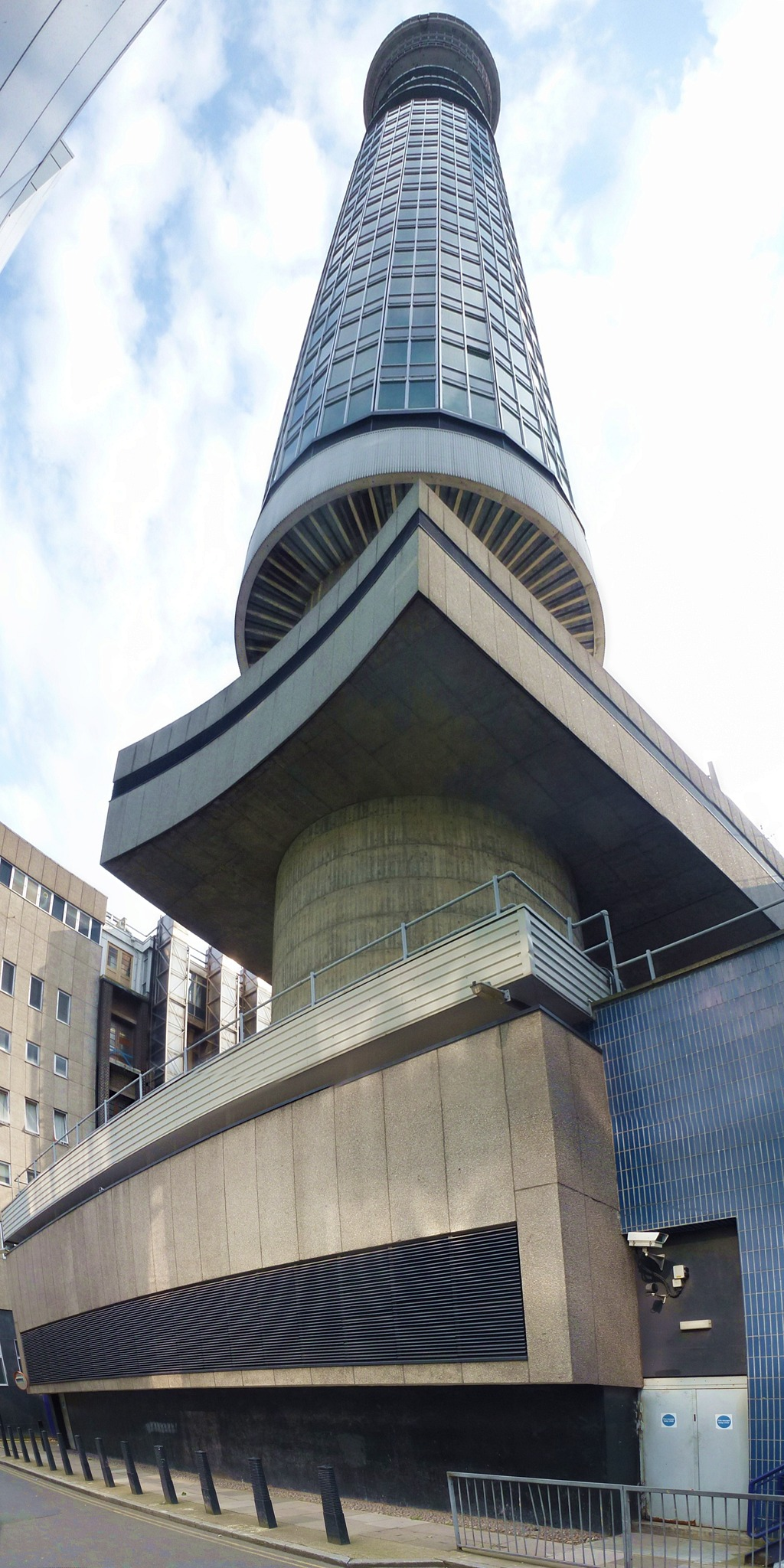
Vista de gran angular de la torre i la base des de Cleveland Mews, l'agost de 2012.

La torre segueix en ús actualment, i constitueix un important centre de les comunicacions del Regne Unit. Els enllaços de microones han estat substituïts majoritàriament per enllaços subterranis de fibra òptica, però els anteriors encara segueixen en ús a la torre. La segona planta de la base de la torre conté el Centre de Commutació de la Xarxa de Televisió, que retransmet senyals entre emissores de televisió, productores, anunciants i serveis internacionals de satèl·lit. El control de retransmissió exterior se situa a sobre de l'antic restaurant giratori, amb les cuines a la planta 35.
En una renovació a principis de la dècada del 2000 es va instal·lar una pantalla de color de 360° a la part superior de la torre. Es va programar perquè alternés de manera contínua entre set colors a la nit i pretenia semblar un globus giratori que reflectís el logotip del «món connectat» de BT. Els llums de colors donen a la torre una aparença característica a l' skyline nocturn de Londres. L'octubre de l'any 2009 va ser substituïda per una nova pantalla de led. La nova pantalla, anomenada per BT Information Band (banda d'informació), envolta completament les plantes 36 i 37 de la torre, a 167 metres d'alçada, i es compon de 529 750 leds disposats en 177 franges verticals espaiades al voltant de la torre. És la pantalla del seu tipus més gran del món: ocupa una superfície de 280 m² i té una circumferència de 59 metres. S'apaga a les 22.30 de cada dia. El 31 d'octubre del 2009, va començar a mostrar un compte enrere del nombre de dies que quedaven fins a l'inici dels Jocs Olímpics de Londres 2012.
L'octubre del 2009, The Times va informar que el restaurant giratori de la torre reobriria a temps per a les Olimpíades del 2012. Tot i això, el desembre del 2010 es va anunciar que el projecte de reobrir-lo havia estat «abandonat silenciosament» sense explicar el motiu de la decisió. Per al cinquanta aniversari de la torre, es va obrir la planta 34 del 3 al 5 d'octubre del 2015 per als dos mil quatre-cents guanyadors d'un sorteig.
La BT Tower va ser declarada un monument classificat de Grau II el 2003. A conseqüència d'això, no es podien retirar les antenes obsoletes unides a l'edifici fins que no es concedís el permís apropiat, ja que estaven protegides per aquesta catalogació. El 2011 es va aprovar el permís per a la retirada de les antenes obsoletes per motius de seguretat pel fet que estaven en un mal estat de conservació i les fixacions ja no eren segures. Al desembre del 2011 es va retirar l'última de les antenes, deixant visible el nucli de la torre. L'edifici té dos ascensors d'alta velocitat que viatgen a 7 m/s i arriben al cim de l'edifici en menys de trenta segons. Es va aprovar una llei parlamentària per modificar la normativa contra incendis, permetent que l'edifici fos evacuat usant els ascensors, al contrari que altres edificis de l'època.
La torre es fa servir en un estudi que intenta monitorar la qualitat de l'aire a la capital britànica. L'objectiu és mesurar els nivells dels contaminants per sobre del nivell del sòl per determinar-ne l'origen. Una de les àrees de recerca és el transport a llarga distància de partícules fines des de fora de la ciutat.

## Aparicions a la ficció

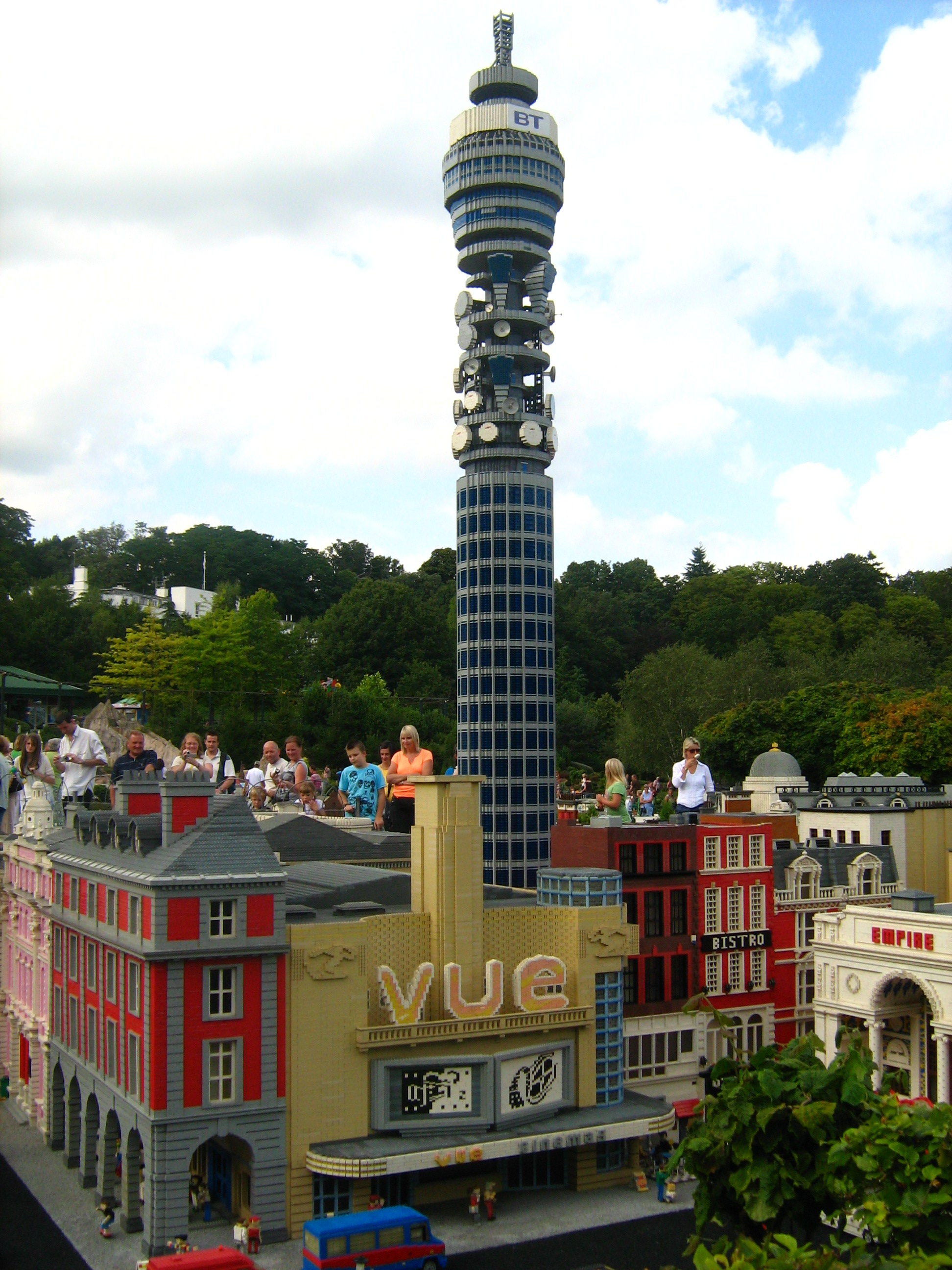
Maqueta de la BT Tower a Legoland Windsor.

- A l'adaptació de Sky 1 de The Runaway l'atemptat amb bomba de la torre apareix a l'episodi 4.
- A Three Hats for Lisa (1965) els personatges es refugien a la torre. A la història està encara en construcció.
- Bona part del serial de 1966 de Doctor Who The War Machines està ambientada a la torre i els seus voltants.
- A la pel·lícula Smashing Time (1967) sembla girar sense control, creant un efecte centrífug per als ocupants i curtcircuitant tot el sistema de subministrament d'energia de Londres.
- La torre apareix a la pel·lícula de Stanley Donen Bedazzled (1967) com un punt panoràmic des del qual Peter Cook, que interpreta Satan, llança diverses formes de malícia.
- La torre apareix a l'escena més famosa de The Goodies, en la qual és enderrocada per Twinkle the Giant Kitten, a l'episodi Kitten Kong. Aquesta escena es va incloure en la seqüència d'obertura de tota la sèrie posterior.
- A The Judas Goat, la quarta novel·la sobre el detectiu de Robert B. Parker Spenser, Spenser va al restaurant giratori encara que incompleix la llei de Spenser (que la qualitat dels àpats en restaurants giratoris mai no iguala el seu preu).
- La torre és destruïda per un robot aparentment alienígena (encara que en realitat és un dispositiu manejat pel Baró Silas Greenback) en un episodi de Danger Mouse (temporada 1, episodi 11).
- A la novel·la gràfica d'Alan Moore V de Vendetta la torre és la seu tant de l'Ull com de l'Oïda, les divisions de vigilància visual i auditiva del govern. La torre és destruïda a través del sabotatge. També apareix en la pel·lícula, encara que no és destruïda. A la pel·lícula es diu Jordan Tower i és la seu de la British Television Network.
- La torre és destruïda en la novel·la de James Herbert The Fog per un Boeing 747 el capità del qual havia estat confós per la boira.
- Apareix a la novel·la Dissabte d'Ian McEwan, ia més apareix a la portada del llibre.
- El conte de Frank Muir The Law Is Not Concerned With Trifles està ambientat al restaurant giratori de la torre.
- En la pel·lícula de Patrick Keiller London (1992) el narrador afirma que la torre és un monument al romanç entre Arthur Rimbaud i Paul Verlaine, que van viure a prop seu.
- En la novel·la Harry Potter i la càmera secreta, un diari mostra al Ford Anglia 105E encantat volant sobre la BT Tower.
- L'atemptat amb bomba és un element central de la trama de la novel·la de Hari Kunzru My Revolutions (2007), en què és obra de radicals polítics que mai són capturats.
- En la novel·la de Daniel H. Wilson Robopocalipsi (2011), la torre és usada per la intel·ligència artificial sensible anomenada Archos per controlar i interferir les comunicacions per satèl·lit.
- La novel·la de ciència-ficció de Harry Adam Knight The Fungus (1985) arriba al seu clímax a la torre, que pateix una transformació espectacular: «semblava un fong enorme. Innumerables fongs, foscos i malèvols, s'havien acumulat al voltant de la seva cimera bulbosa».
- A la pel·lícula The Girl with All the Gifts (2016), creixen beines de fongs al voltant de la torre.